# Islingen, Gästrikland
Islingen är en sjö i Ockelbo kommun i Gästrikland och ingår i Gavleåns huvudavrinningsområde. Sjön är 3,7 meter djup, har en yta på 0,139 kvadratkilometer och är belägen 104,4 meter över havet. Sjön avvattnas av vattendraget Högboån (Säverängsån).

## Delavrinningsområde
Islingen ingår i det delavrinningsområde (674157-155023) som SMHI kallar för Inloppet i Järvsjön. Medelhöjden är 115 meter över havet och ytan är 10,22 kvadratkilometer. Det finns inga avrinningsområden uppströms utan avrinningsområdet är högsta punkten. Högboån (Säverängsån) som avvattnar avrinningsområdet har biflödesordning 2, vilket innebär att vattnet flödar genom totalt 2 vattendrag innan det når havet efter 56 kilometer. Avrinningsområdet består mestadels av skog (79 procent). Avrinningsområdet har 1,18 kvadratkilometer vattenytor vilket ger det en sjöprocent på 11,5 procent.